# Кантне Епинар
Кантне Епинар (фр. Cantenay-Epinard) насеље је и општина у западној Француској у региону Лоара, у департману Мен и Лоара која припада префектури Анже.
По подацима из 2011. године у општини је живело 2059 становника, а густина насељености је износила 127,89 становника/km². Општина се простире на површини од 16,1 km². Налази се на средњој надморској висини од 55 метара (максималној 49 m, а минималној 12 m).

## Демографија
| 1962. | 1968. | 1975. | 1982. | 1990. | 1999. | 2011. |
| ----- | ----- | ----- | ----- | ----- | ----- | ----- |
| 688   | 813   | 1.177 | 1.374 | 1.632 | 1.865 | 2.059 |

График промене броја становника у току последњих година